# Green Africa Airways
Green Africa Airways ist eine seit 2015 im Aufbau befindliche nigerianische Fluggesellschaft mit Sitz in Lagos.

## Geschichte
Green Africa Airways wurde 2016 gegründet und will zunächst den nationalen Billigflugmarkt abdecken. Der Flugbetrieb soll 2020 aufgenommen werden. Der Aufbau der Fluggesellschaft findet unter anderem mit Unterstützung des ehemaligen CEO von American Airlines, Tom Horton, statt.
Mitte 2018 hatte die Fluggesellschaft die nötigen Lizenzen der nigerianischen Behörden erhalten.

## Flotte
Ende 2018 gab Green Africa eine Absichtserklärung zum Kauf von 50 Boeing 737 Max 8 bekannt. Zudem wurde eine Option auf weitere 50 Flugzeuge des Typs unterzeichnet. Es handelte sich um die größte Bestellung aus Afrika für Flugzeuge des Herstellers Boeing überhaupt. Der Listenpreis betrug 11,7 Milliarden US-Dollar.
Diese Absichtserklärung wurde im Februar 2020 wieder zurückgenommen; stattdessen bestellte man bei Airbus 50 A220-300. Dabei handelt es sich ebenfalls um die größte Bestellung bei Airbus aus Afrika.
Mit Stand Januar 2023 besitzt die Fluggesellschaft drei ATR 72-600 (ZS-XZD, wird zu 5N-GAE, ZS-ESS, wird zu  5N-GAA und ZS-XZC, wird zu 5N-GAD) mit einem Durchschnittsalter von 10,3 Jahren.